# Kreiskammer für Bauernangelegenheiten
Kreiskammern für Bauernangelegenheiten (russisch Уездное по крестьянским делам присутствие) waren im zaristischen Russland Beaufsichtigungsorgane der „bäuerlichen Selbstverwaltung“ in Dörfern und Amtsbezirken. Die Kreiskammern wurden 1874 geschaffen und vom Adelsmarschall des Kreises geleitet. Die Kammern setzten sich aus Polizeihauptleuten, Friedensrichtern und den Vorsitzenden der Semstwoämter der Kreise zusammen. Die Kreiskammern für Bauernangelegenheiten waren den Gouvernementskammern unterstellt, an deren Spitze die zaristischen Gouverneure standen.